# Hun Haqeem
Hun Haqeem, född 7 januari 1998, är en malaysisk skådespelare och fotomodell. Han är känd för att ha spelat Ariff i dramat Cari Aku Di Syurga, Jaafar i dramat Kampung People, Luqman i dramat Angkara Cinta och som en Minangkabau-ungdom vid namn Soloz i Soloz: Game of Life (2025).